# 環旭電子
環旭電子股份有限公司為電子設計製造企業，前身為1976年於臺灣地區草屯成立的環隆電氣。2022年於全球電子製造服務(EMS and ODM)產業中排名第9名，環旭電子向國內外品牌廠商提供設計、生產製造、微小化、行業軟硬體解決方案以及物料採購、物流與維修服務等服務。
於全球共計有30個銷售生產服務基地，包含亞洲、歐洲、美洲、非洲四大洲，並與旗下子公司 Asteelflash 與赫思曼汽車通訊提供EMS， JDM及ODM服務，在全球市場提供無線通訊類、雲端及存儲類、消費電子類、工業類、醫療類以及汽車電子類為主等電子產品。

## 公司發展
- 1976年環隆電氣成立於南投草屯[2]
- 1999年成為日月光投控成員[3]
- 2012年環旭電子在上海證交所A股主板上市[4]
- 2018年向昶虹電子（蘇州）有限公司購買其波蘭子公司，設立波蘭廠[5]
- 2020年底收購歐洲第二大電子製造(EMS)公司Asteelflash，同年於越南海防投資新廠[6]
- 2023年10月收購泰科電子有限公司汽車無線業務[7]

## 主要產品與解決方案
環旭電子為提供EMS、JDM、ODM服務的國際企業，主要圍繞在無線通訊、雲端及存儲、工業電子與醫療、消費電子應用、汽車電子及系統級封裝解決方案等五大領域。五大領域產品包括：
1. 無線通訊領域：包括無線通訊系統級封裝模組(SiP)、系統級物聯網模組、物聯網模組、遠距通訊低耗模組、企業級無線路由器等。
2. 雲端及存儲領域：主要為服務器主機板、工作站主機板、筆記型電腦的SiPSet模組等，普遍應用於雲端數據中心、邊緣計算[9]等領域。電腦周邊產品主要包括筆記型電腦的擴充基座。存儲類產品主要包括消費型固態硬盤和企業高階交換機、網絡適配卡。
3. 工業電子與醫療領域：主要包括銷售點終端機(POS機)、智能手持終端機(SHD)和工業控制板[10]等。醫療電子產品主要是家庭護理和醫院用分析設備，主要包括心血管設備和葡萄糖計量裝置等。
4. 消費電子應用領域：以智能穿戴模組產品為主，涵蓋智能手錶SiP模組、真無線藍牙耳機(TWS)模組、光學心率模組等。
5. 汽車電子領域：發展項目主要包括智慧座艙應用[11]、IGBT/GaN功率模組(Power Module)[12]、電驅逆變器、電池管理系統、車載充電機、電子泵、域控制器、車載NAD模組、LED車燈、AD開關控制、其他車身控制器產品等。

自2016年開始投入發展微小化(SiP)領域，該技術被廣泛應用在無線通訊、智能穿戴、XR設備、汽車電子、電腦、通訊基站、工業電子、固態存儲等產品領域，模組類產品則包含WiFi模組、UWB模組、毫光波天線模組、智能穿戴模組、SiPlet、筆記型電腦SiPSet模組、SOM、車載NAD及功率組等。

## 社會回饋
環旭電子以社會再造與永續發展的角度為首要主軸，投入社會參與，並以投資教育、保育環境及社會推廣等方向推動各項永續活動。
投資教育方面，其輔助偏遠地區的孩子獲得教育資源，縮小城鄉教育發展差距。推動的項目包含鄉村科技教育計畫、撿回珍珠計畫等，聚焦偏遠地區學校資訊教育建設發展緩慢的問題，並資助成績優異的特困家庭學子完成學業。
環境保育方面，在2013年參與上海根與芽青少年活動中心的「百萬植樹計畫」植樹活動，對抗沙漠化及保護生態系統。從2016年開始，发起「USI企業愛心林地」公益活動，組織員工到植樹地進行栽種工作，透過實際參與植樹讓員工認知氣候變遷對於地球生態及生存的重大影響。
社會推廣方面，则在藝文、運動活動等方面協助下一代培養多元領域的潛力。主要活動如雲門舞集巡迴公演、明華園戲劇總團地方公演、環旭電子新人王賽，成立「環旭電子寶島隊」，以及贊助圍棋「雙城杯」職業巔峰賽和海峽兩岸學生棒球聯賽。

## 獲獎項目
2022
- S&P Global 標普全球永續年鑑銅獎
- MSCI新興市場指數評級BB
- 財聯社致遠獎 - ESG先鋒獎

2021
- 新浪財經中國企業ESG金責獎-最佳社會責任獎

2020
- SGS CSR Award - 年度永續菁英獎

2019	
- 公正財富榮譽三星企業
- 上海根與芽國際環境組織 - 益心一意企業社會責任貢獻獎

2018
- 上海根與芽國際環境組織 - 綠色先鋒團體獎

2017
- 上海上市公司企業社會責任峰會-傑出企業獎

2016
- 上海根與芽國際環境組織 - 森林之友獎(百萬植樹計畫)
- 上海上市公司企業社會責任峰會-傑出企業獎

## 全球據點
環旭電子在全球地區，包含亞洲、歐洲、美洲、非洲四大洲，設有5個研發設計中心、30個製造據點。

## 外部連結
環旭電子公司官网 （页面存档备份，存于）